# Clathria maeandrina
Clathria maeandrina är en svampdjursart som beskrevs av Ridley 1884. Clathria maeandrina ingår i släktet Clathria och familjen Microcionidae. Inga underarter finns listade i Catalogue of Life.